# クリス・インペリテリ
クリス・インペリテリ（Chris Impellitteri, 1964年9月25日 - ）は、アメリカ合衆国出身のロックミュージシャン、ギタリスト、音楽プロデューサー。
1980年代のネオクラシカルメタル・ムーブメントで見出され、速弾きギタリストの代名詞として定着。自ら率いるバンド「インペリテリ」で主宰を務める。

## 略歴・人物
- 9歳の時に両親を自殺で亡くして孤児となる。
- おばあちゃんに育てられたと彼はインタビューで 語っていた。
- 1983年にロサンゼルスのヘヴィメタルバンド「ヴァイス（Vice）」にデモテープで参加。
- 「アルカトラス」からイングヴェイ・マルムスティーンが脱退したのちオーディションを受ける。ちなみにこの時に採用されたのはスティーヴ・ヴァイ。
- 1987年にミニアルバム『インペリテリ』をリリース。1988年にグラハム・ボネットをボーカルとして招き1stアルバム『スタンド・イン・ライン』をリリース。
- 2ndアルバム『グリン・アンド・ベアー・イット』では作風を変えたが売り上げを減らしミニアルバム『ヴィクティム・オブ・ザ・システム』から以前の速弾きギターを中心としたネオクラシカルメタルのスタイルに戻る事となった。その後もメンバーやスタイルを変えながらバンドを続けている。
- 2011年、ルディ・サーゾ、スコット・トラヴィス、マイク・ヴェセーラとともにアニメタルUSAを結成＆アルバムデビューをしてファンを驚かせた。アニメタルUSAにはSPEED-KINGとして参加している。アルバムプロモーションの一環として『笑っていいとも!』などのほか同年開催の『LOUDPARK'11』に出演した。TANKことスコット・トラヴィスはジューダス・プリーストのツアーと重なっていたためスレイヤーやテスタメントのサポートを務めた経歴があるジョン・デッティがサポートドラマーとして参加。

### 奏法
マイナー・スケールを用いた速弾き。ストリングスキッピングまたはスウィープによるアルペジオ。タッピング。チキンピッキング。肘の関節を使った振りの大きいオルタネイトフルピッキングを多用する。
近年は、スピードに応じて指の屈伸と手首のスナップ及びエルボーピッキング等々をフレーズに応じて使い分ける。

## 使用機材

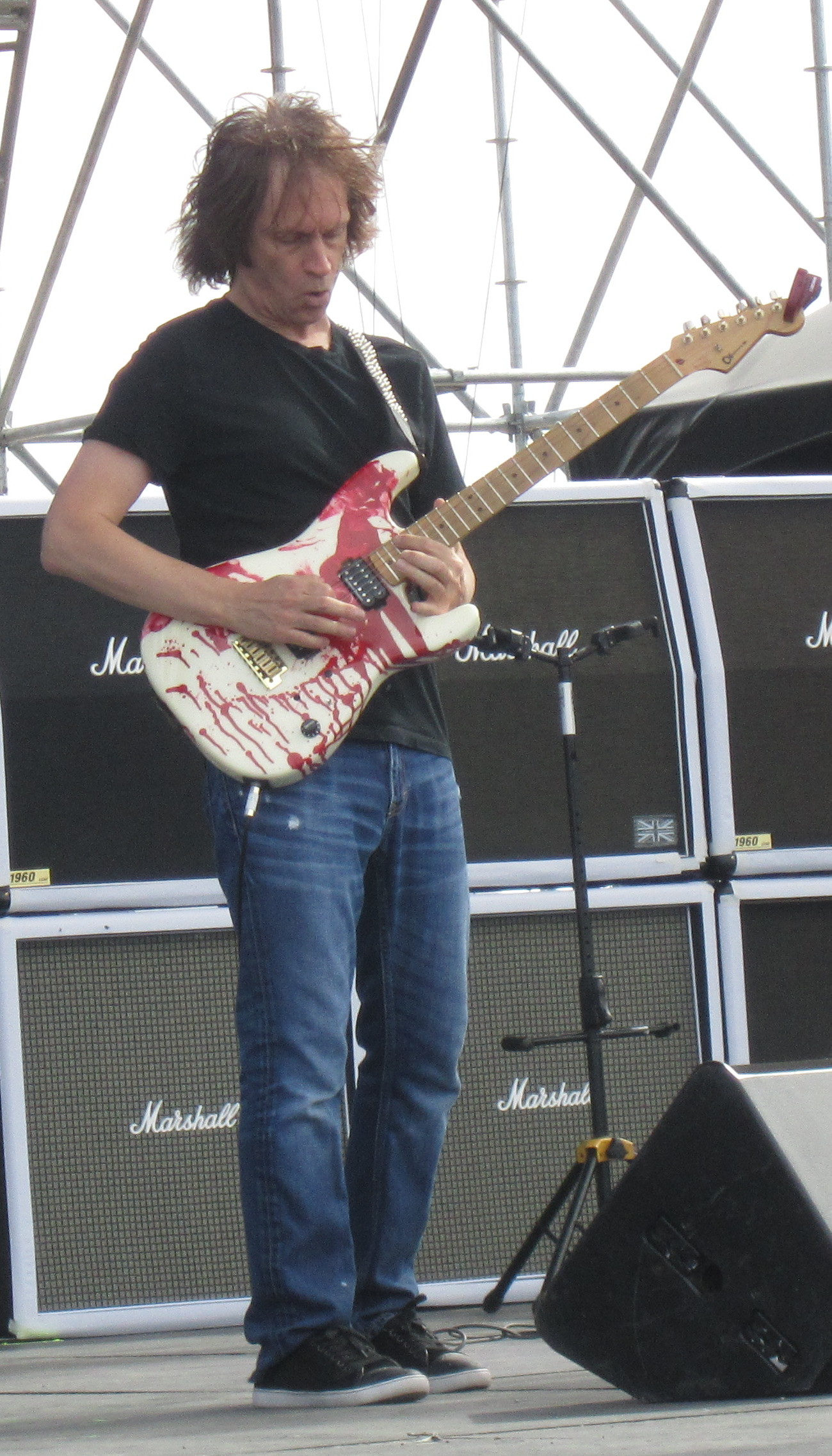
シャーベル・カスタムモデル（2016年）

- フェンダー・ストラトキャスターのラージヘッドモデル
- フェンダー・クリス・インペリテリモデルストラトキャスター
- ディーン・スプリットテイル
- アイバニーズ・RG
- シャーベル・サンディマス・カスタム
- ギブソン・レスポール
- マーシャル・アンプ

## ディスコグラフィー

### インペリテリ
- インペリテリ - Impellitteri （1987年）
- スタンド・イン・ライン - Stand In Line （1988年）
- グリン・アンド・ベアー・イット - Grin & Bear It （1992年）
- ヴィクティム・オブ・ザ・システム - Victim Of The System （1993年）
- アンサー・トゥ・ザ・マスター - Answer To The Master （1994年）
- スクリーミング・シンフォニー - Screaming Symphony （1996年）
- アイ・オブ・ザ・ハリケーン - Eye Of The Hurrricane （1997年）
- クランチ - Crunch （2000年）
- システムX - System X （2002年）
- ヴェリー・ベスト・オブ・インペリテリ〜光速伝説 - The Very Best Of Impellitteri: Faster Than The Speed Of Light （2002年）
- ペダル・トゥ・ザ・メタル - Pedal To The Metal （2004年）
- ウィキッド・メイデン - Wicked Maiden（2009年）
- ヴェノム - Venom（2015年）
- ザ・ネイチャー・オブ・ザ・ビースト - The Nature of the Beast（2018年）

### アニメタルUSA
- Animetal USA　（2011年）
- Animetal USA W　（2012年）

### ヴァイス
- The Demo (Demo)（1985年）

### コンピレーション
- House of Lords - Sahara (1990)
- Various artists - Dragon Attack: A Tribute to Queen (1997)
- Various artists - Randy Rhoads Tribute (2000)